# Cremation of Care

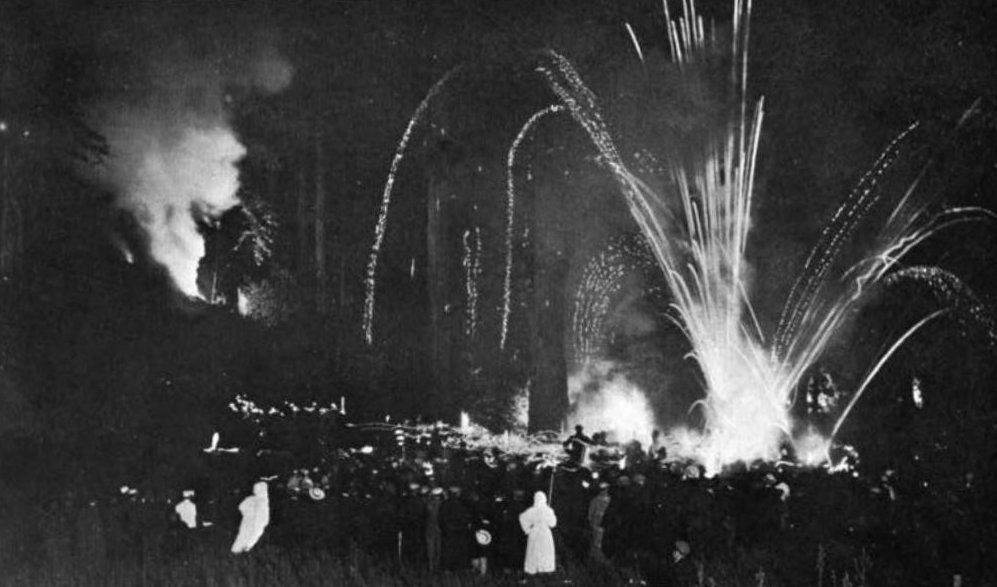
Spettacolo pirotecnico durante il rituale del 1907

La Cremation of Care è una celebrazione rituale annuale scritta, prodotta ed eseguita da e per i membri del Bohemian Club. È messa in scena al Bohemian Grove vicino a Monte Rio, in California, di fronte all'immagine di un gufo alta 40 piedi, in un piccolo lago artificiale in mezzo a un boschetto privato di sequoie secolari.
Lo spettacolo drammatico viene eseguito la prima notte del ritrovo annuale come un'eliminazione allegorica delle preoccupazioni mondane per i membri del club e "per presentare simbolicamente la salvezza degli alberi da parte del club", ma la natura riservata dei membri ed il potere politico di alcuni di essi sono stati fortemente criticati.

## Storia
Nel 1878 il Bohemian Club di San Francisco si recò per la prima volta nei boschi di Taylorville, in California (l'attuale Samuel P. Taylor State Park) per una celebrazione estiva che chiamarono Midsummer High Jinks. Nel 1881, la cerimonia della Cremation of Care fu condotta per la prima volta dopo varie esibizioni individuali, con James F. Bowman come "Sire", ossia il capo rituale. La cerimonia fu ulteriormente ampliata nel 1893 da un membro di nome Joseph D. Redding, mettendo in scena uno scontro allegorico tra cristianità e paganesimo.
Dal 1913 la Cremation of Care fu eliminata dal Grove Play e riprogrammata per la prima notte dell'accampamento estivo per poi essere reintrodotta con un copione definitivo da Charles K. Field nel 1922.

## Rappresentazione

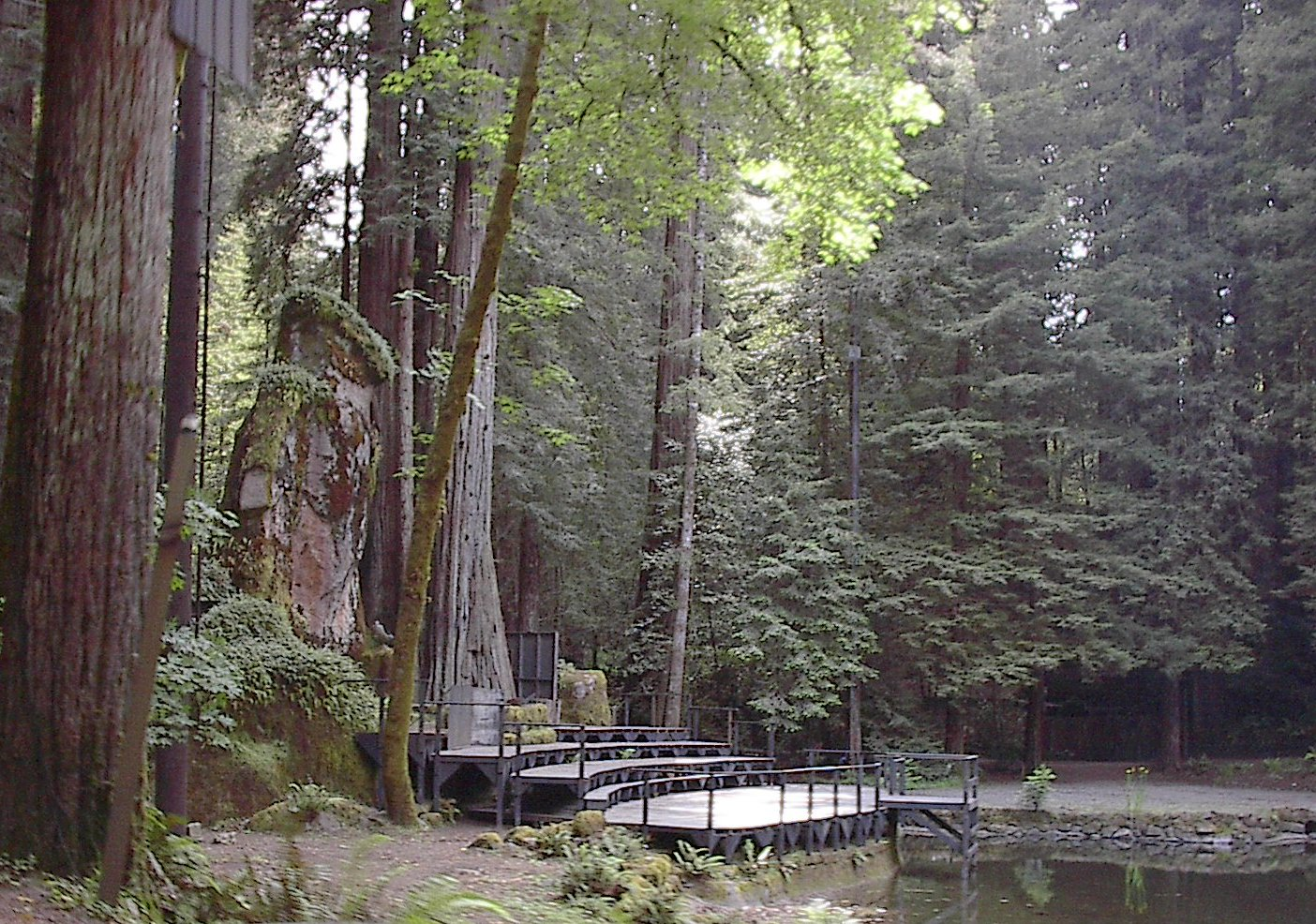
Il vecchio abete

La cerimonia prevede l'attraversamento di un lago di una piccola barca contenente un'effigie. Figure oscure e incappucciate ricevono dal traghettatore l'effigie che viene posta su un altare e, al termine della cerimonia, data alle fiamme. Questa "cremazione" simboleggia che i membri stanno bandendo le "preoccupazioni" dalla loro coscienza. All'epoca in cui fu sviluppata la scrittura, il significato primario della parola care era sinonimo di "preoccupazione", avendo connotazioni più negative rispetto ai tempi moderni, quando tende ad essere associata più positivamente con la compassione.
La cerimonia si svolge davanti al Santuario del Gufo, una statua di un gufo cavo di 40 piedi (12 metri) realizzata in cemento su supporti in acciaio. La statua, ricoperta di muschio e licheni, simula una formazione rocciosa naturale, ma al suo interno contiene apparecchiature elettriche e audio. Durante la cerimonia, una registrazione viene utilizzata come voce del Gufo. Per molti anni la voce registrata è stata dell'ospite del club Walter Cronkite. Per ottenere un effetto drammatico, il rituale è arricchito da musica e spettacoli pirotecnici.

## Controversie
Il 15 luglio 2000, il conduttore radiofonico Alex Jones e il suo cameraman, Mike Hanson, si infiltrarono nel Bohemian Grove e filmarono la cerimonia con una telecamera nascosta. Il filmato è stato il fulcro del documentario di Jones Dark "Secrets: Inside Bohemian Grove". Jones affermò che la Cremation of Care era una "antica cerimonia religiosa cananea, luciferina e babilonese". Le indagini di Grove e Jones sono state trattate da Jon Ronson nel documentario in quattro parti "Secret Rulers of the World". Ronson ha documentato la sua visione del rituale nel suo libro "Them: Adventures with Extremists", scrivendo:

### Proteste
Da anni, fuori dall'ingresso principale del Bohemian Grove, i manifestanti contro i membri del club e i loro ospiti hanno tenuto una cerimonia chiamata "Resurrection of Care", intesa a invertire simbolicamente gli effetti della Cremation of Care. La controcerimonia si tenne per la prima volta nel 1980, organizzata da Mary Moore, un'ex reginetta di bellezza diventata attivista di sinistra. Moore era meno preoccupata per la cerimonia che per la probabilità che i membri del club con interessi aziendali acquisissero influenza nel governo.